# جورج جابی
جورج جابی (انگلیسی: George Jobey؛ ژوئیه ۱۸۸۵ – ۹ مه ۱۹۶۲ (aged 76)) بازیکن فوتبال اهل بریتانیا بود.
از باشگاه‌هایی که در آن بازی کرده‌است می‌توان به باشگاه فوتبال آرسنال، باشگاه فوتبال نورث‌همپتون تاون، باشگاه فوتبال برافورد پارک آونیو، باشگاه فوتبال نیوکاسل یونایتد، و باشگاه فوتبال لستر سیتی اشاره کرد.